# Шюрман, Август
Август Шюрман (нем. August Schürmann; 1828—1905) — германский книгопродавец, издатель и научный писатель, историк книготорговли.
С 1877 года заведовал книжной торговлей сиротского дома и Канштейнским библейским учреждением в Галле. Был крупным историком книготорговли своего времени, с 1881 по 1903 год руководил исторической комиссией по книготорговле.
Главные работы: «Usancen des Deutscnen Buchhandels» (Лейпциг, 1867; 2-е издание — Галле, 1881); «Die Entwicldung des Deutschen Buchhandels zum Stande der Gegenwart» (Галле, 1880); «Die Rechtsverhültnisse der Autoren und Verleger» (Галле, 1889) и другие. Труды Шюрмана оценивались в своё время как важные для выяснения юридических норм, регулирующих книжное дело. Он издавал «Magazin für den Deutscnen Buchhandel» (Лейпциг, 1874—1876).